# Maison natale de Mao Zedong
La maison natale de Mao Zedong (chinois simplifié : 毛泽东故居 ; chinois traditionnel : 毛澤東故居 ; pinyin : Máo Zédōng Gùjū) se trouve dans la ville de Shaoshan dans la province du Hunan, en Chine. Elle a été construite à la fin de la dynastie Qing (1644-1911). Elle a une superficie de 472,92 mètres carrés, comprend des bâtiments tels que les vieilles maisons, la salle commémorative Mao Zedong, la statue en bronze de Mao Zedong, la salle d'exposition des reliques culturelles et la grotte de Dripping Water.

## Histoire
Mao Zedong est né ici en 1893 et il a vécu ici environ 17 ans avant de partir pour ses études. Il rentre chez lui en 1912 pour mobiliser ses proches et rejoindre la révolution. Il retourne chez lui en 1925 et 1927. Après avoir dirigé le Mouvement paysan à Guangzhou, il cherche à lancer un mouvement similaire au Hunan. La maison a été détruite par le gouvernement en 1929, mais en 1950, le gouvernement communiste nouvellement triomphant a reconstruit la maison à l'identique. Elle a été visitée par le fils aîné de Mao, Mao Anying, en mai 1950. Mao Zedong est revenu à nouveau en 1959, huit ans après l'ouverture de la nouvelle maison en tant que musée et cinq ans après le changement de nom officiel de Maison natale de Mao Zedong.
En 1961, il a été classé site historique et culturel majeur protégé au niveau national par le Conseil des affaires de l'État de la république populaire de Chine.
En 1966, lors de la révolution culturelle, le nombre de touristes était gonflé. Le site était ouvert à toute heure du jour ou de la nuit.
Le 27 juin 1983, Deng Xiaoping écrivait "L'Maison natale de Mao Zedong" sur une tablette horizontale.
Le 20 décembre 1993, le secrétaire général du CPC, Jiang Zemin, assistait au dévoilement de la statue de Mao Zedong devant la maison.
En juillet 1997, le Département de la propagande du Comité central du Parti communiste chinois l'a désignée comme base d'éducation patriotique nationale.
En décembre 2004, il a été temporairement fermé pour reconstruction et réparations.